# 山鹩哥属
山鹩哥属（学名：Macroagelaius）是拟黄鹂科下的一个属。

## 下属物种
本属包括以下物种：
- 金簇胁山鹩哥 Macroagelaius imthurni (P.L.Sclater, 1881)
- 山鹩哥 Macroagelaius subalaris (Boissonneau, 1840)